# Darko Miličić
Darko Miličić (en serbio: Дарко Миличић, nacido el 20 de junio de 1985 en Novi Sad, Serbia entonces Yugoslavia) es un exjugador de baloncesto serbio, que jugó diez temporadas en la NBA, y fue campeón en 2004 con Detroit Pistons. Con 2,13 metros de altura, jugaba en la posición de ala-pívot.

## Trayectoria deportiva

### Inicios
Dio sus primeros pasos como jugador en el instituto Hemiska de Montenegro. Con 15 años fue con su selección al Mundial de baloncesto cadete, quedando campeón. Participó en 2002 en la Euroliga con el Hemofarm Vrsac, promediando 14,2 puntos y 7 rebotes.

### NBA
Con tan solo 17 años, fue seleccionado en la segunda posición del Draft 2003 por los Detroit Pistons, por delante de Carmelo Anthony (3, Denver Nuggets), Chris Bosh (4, Toronto Raptors) y Dwyane Wade (5, Miami Heat).
Con Larry Brown en el banquillo, solo jugó minutos de la basura durante sus dos primeros años como profesional. Brown no contaba con él en absoluto llegando a afirmar en una rueda de prensa «Darko Milicic se cree Toni Kukoc. Yo quiero que juegue como Bill Russell, pero no sabe quién es. Igual cree que es un rapero». A pesar de ello, puede presumir de tener un anillo de Campeón de la NBA, título que consiguieron en 2004, consiguiendo además el récord de ser el jugador más joven de la historia en disputar una final de la liga profesional americana (18 años y 356 días).
A mediados de la temporada 2005-06 fue traspasado a Orlando Magic, pasando de jugar apenas 5 minutos por partido a hacerlo más de 20, notándose su aportación al equipo. Sus promedios en su última temporada en los Magic son de 8 puntos, 5,5 rebotes, 1,8 tapones por partido, 1,1 asistencias y 0,6 robos. En julio de 2007 firmó un contrato con Memphis Grizzlies de 21 millones por tres temporadas.
El 25 de junio de 2009 fue traspasado a New York Knicks a cambio de Quentin Richardson.
El 17 de febrero de 2010 fue enviado a Minnesota Timberwolves a cambio de Brian Cardinal. Al finalizar la temporada 2011-12, es cortado por Minnesota Timberwolves y firma con Boston Celtics, por un año como agente libre. A mediados de noviembre de 2012 pidió a los Celtics que le permitieran volver a Serbia a cuidar a su madre enferma y el día 22 de noviembre los Celtics lo aceptaron, acababa así su corta carrera en Boston.

### Retirada
En junio de 2013, anunció que se había retirado definitivamente de la NBA. En septiembre de 2014, Miličić anunció que se retiró del baloncesto profesional con el fin de dedicarse al kickboxing.
Tras estar retirado durante tres años, en mayo de 2015 se anunció que volvería a jugar en las filas del KK Metalac Valjevo de la Liga Serbia, pero, en septiembre de ese mismo año, Miličić cambió de opinión.

### Selección nacional
En 2001 jugó con Yugoslavia el Eurobasket Sub-16 disputado en Letonia, donde se llevó el oro.
Miličić disputó con la selección de Serbia y Montenegro el EuroBasket 2005 que terminó en novena posición, y también el Mundial de 2006, quedando en decimoprimera posición. Ahí fue el máximo reboteador y taponador de su equipo, además del segundo mejor anotador con 16,5 puntos por encuentro. Además, en el partido de octavos de final que perdió frente a España, enfrentándose a Pau Gasol, consiguió 18 puntos, 15 rebotes y 3 tapones.
Luego disputó, ya con la selección de Serbia, el EuroBasket 2007, finalizando en decimocuarta posición. Tras el encuentro disputado entre su selección y la selección de Grecia, hizo unas declaraciones muy subidas de tono sobre el trío arbitral que le costaron una sanción económica y deportiva.

## Estadísticas de su carrera en la NBA
|  | Temporada en la que ganó un Campeonato NBA |

### Temporada regular
| Año     | Equipo    | PJ  | PT  | MPP  | %TC  | %3P  | %TL  | RPP | APP | ROB | TPP | PPP |
| ------- | --------- | --- | --- | ---- | ---- | ---- | ---- | --- | --- | --- | --- | --- |
| 2003–04 | Detroit   | 34  | 0   | 4.7  | .262 | .000 | .583 | 1.3 | .2  | .2  | .4  | 1.4 |
| 2004–05 | Detroit   | 37  | 2   | 6.9  | .329 | .000 | .708 | 1.2 | .2  | .1  | .5  | 1.8 |
| 2005–06 | Detroit   | 25  | 0   | 5.6  | .515 | .000 | .375 | 1.1 | .4  | .1  | .6  | 1.5 |
| 2005–06 | Orlando   | 30  | 1   | 20.9 | .507 | .000 | .595 | 4.1 | 1.1 | .4  | 2.1 | 7.6 |
| 2006–07 | Orlando   | 80  | 16  | 23.9 | .454 | .000 | .613 | 5.5 | 1.1 | .6  | 1.8 | 8.0 |
| 2007–08 | Memphis   | 70  | 64  | 23.8 | .438 | .000 | .554 | 6.1 | .8  | .5  | 1.6 | 7.2 |
| 2008–09 | Memphis   | 61  | 15  | 17.0 | .515 | .000 | .562 | 4.3 | .6  | .4  | .8  | 5.5 |
| 2009–10 | New York  | 8   | 0   | 8.9  | .471 | .000 | .000 | 2.3 | .5  | .5  | .1  | 2.0 |
| 2009–10 | Minnesota | 24  | 18  | 25.6 | .492 | .000 | .536 | 5.5 | 1.8 | .8  | 1.4 | 8.3 |
| 2010–11 | Minnesota | 69  | 69  | 24.4 | .469 | .000 | .557 | 5.2 | 1.5 | .8  | 2.0 | 8.8 |
| 2011–12 | Minnesota | 29  | 23  | 16.3 | .454 | .000 | .432 | 3.3 | .6  | .3  | .9  | 4.6 |
| 2012-13 | Boston    | 1   | 0   | 5.0  | .000 | .000 | .000 | 1.0 | .0  | .0  | .0  | .0  |
| Total   | Total     | 467 | 208 | 18.5 | .460 | .000 | .574 | 4.2 | .9  | .4  | 1.3 | 6.0 |

### Playoffs
| Año   | Equipo  | PJ | PT | MPP  | %TC  | %3P  | %TL   | RPP | APP | ROB | TPP | PPP  |
| ----- | ------- | -- | -- | ---- | ---- | ---- | ----- | --- | --- | --- | --- | ---- |
| 2004  | Detroit | 8  | 0  | 1.8  | .000 | .000 | .250  | .4  | .1  | .1  | .0  | .1   |
| 2005  | Detroit | 9  | 0  | 2.3  | .286 | .000 | 1.000 | .4  | .1  | .0  | .1  | .6   |
| 2007  | Orlando | 4  | 0  | 28.8 | .588 | .000 | .529  | 4.5 | 1.0 | .2  | 1.0 | 12.3 |
| Total | Total   | 21 | 0  | 7.1  | .489 | .000 | .500  | 1.2 | .3  | .1  | .2  | 2.6  |